# 哈维 (北达科他州)
哈维（英語：Harvey），是美国北达科他州下属的一座城市。根据2010年美国人口普查，该市有人口1,783人。2011年估计该市有人口1,795人，相对于2010年，增长率为0.67%。